# Frederik III van Brunswijk-Göttingen-Calenberg
Frederik III van Brunswijk-Göttingen-Calenberg bijgenaamd de Turbulente (circa 1424 - Münden, 5 maart 1495) was van 1482 tot 1483 hertog van Brunswijk-Wolfenbüttel en van 1482 tot 1484 hertog van Brunswijk-Göttingen-Calenberg. Hij behoorde tot het huis Welfen.

## Levensloop
Frederik III was de oudste zoon van hertog Willem I van Brunswijk-Wolfenbüttel en diens echtgenote Cecilia, dochter van keurvorst Frederik I van Brandenburg. Al vanaf jonge leeftijd was hij vaak betrokken bij vetes, raids en wegovervallen. 
In 1477 werd hij naar Geldern gestuurd om voor daar voor de administratieve zaken te zorgen. In 1479 moest hij terugkeren naar huis, vermoedelijk vanwege een psychische aandoening. Korte tijd later was hij schijnbaar hersteld en kon zich opnieuw bezighouden met administratieve zaken. Na het overlijden van zijn vader in 1482 erfde Frederik samen met zijn jongere broer Willem II het hertogdom Brunswijk-Wolfenbüttel en het hertogdom Brunswijk-Göttingen-Calenberg. Aanvankelijk regeerden de broers samen, maar Frederik eiste een verdeling van de landerijen. Op 1 augustus 1483 verdeelden Frederik en Willem de Jongere hun gezamenlijke domeinen, waarbij Frederik het hertogdom Brunswijk-Göttingen-Calenberg kreeg.
In 1482 begon de zogenaamde Hildesheimse Stiftsoorlog tussen de stad Hildesheim en hun bisschop Berthold II van Landsberg. De bisschop wilde een nieuwe episcopale belasting invoeren, maar de stad Hildesheim weigerde daar akkoord mee te gaan. Frederik III en zijn broer Willem II waren verdeeld over de kwestie: Willem sloot in februari 1484 een alliantie met de bisschop, terwijl Frederik op 7 september 1483 de beschermheer van de stad Hildesheim werd. In september 1484 kwam het tot een gewapend conflict tussen beide partijen. Op 10 december 1484 werd Frederik door zijn broer Willem gevangengenomen, waarna hij overgebracht werd naar de stad Münden. Willem sloot Frederik naar eigen zeggen op omdat hij opnieuw mentaal ziek was geworden, maar andere bronnen zeggen dat Willem niet tevreden was met de verdeling van de domeinen van zijn vader.   
In 1486 eindigde de Hildesheimse Stiftoorlog. Frederik bleef in gevangenschap tot aan zijn dood in maart 1495. Na zijn overlijden werd hij in de stad Münden begraven.

## Huwelijken
Frederik huwde tweemaal, maar zijn huwelijken bleven kinderloos. Eerst huwde hij met Anna (1415-1474), dochter van hertog Erik I van Brunswijk-Grubenhagen, en daarna huwde hij op 10 mei 1483 met Margaretha, dochter van graaf Koenraad V van Rietberg.

## Voorouders
| Overgootouders                                             | Magnus II van Brunswijk (1324-1373) ∞ Catharina van Anhalt-Bernburg (1330-1390)       | Magnus II van Brunswijk (1324-1373) ∞ Catharina van Anhalt-Bernburg (1330-1390)       | Wratislaus VI van Pommeren (1345–1394) ∞ Anna van Mecklenburg-Stargard (–)            | Wratislaus VI van Pommeren (1345–1394) ∞ Anna van Mecklenburg-Stargard (–)            | Frederik V van Neurenberg (1333–1398) ∞ Elisabeth van Meissen (1329-1375)             | Frederik V van Neurenberg (1333–1398) ∞ Elisabeth van Meissen (1329-1375)             | Frederik van Beieren (1339-1393) ∞ Maddalena Visconti (1366-1404)                     | Frederik van Beieren (1339-1393) ∞ Maddalena Visconti (1366-1404)                     |
| Grootouders                                                | Hendrik de Milde van Brunswijk-Lüneburg (–1416) ∞ Sophia van Pommeren (1370–1406)     | Hendrik de Milde van Brunswijk-Lüneburg (–1416) ∞ Sophia van Pommeren (1370–1406)     | Hendrik de Milde van Brunswijk-Lüneburg (–1416) ∞ Sophia van Pommeren (1370–1406)     | Hendrik de Milde van Brunswijk-Lüneburg (–1416) ∞ Sophia van Pommeren (1370–1406)     | Frederik I van Brandenburg (1371–1440) ∞ Elisabeth van Beieren (1383-1442)            | Frederik I van Brandenburg (1371–1440) ∞ Elisabeth van Beieren (1383-1442)            | Frederik I van Brandenburg (1371–1440) ∞ Elisabeth van Beieren (1383-1442)            | Frederik I van Brandenburg (1371–1440) ∞ Elisabeth van Beieren (1383-1442)            |
| Ouders                                                     | Willem I van Brunswijk-Wolfenbüttel (1392-1482) ∞ Cecilia van Brandenburg (1405–1449) | Willem I van Brunswijk-Wolfenbüttel (1392-1482) ∞ Cecilia van Brandenburg (1405–1449) | Willem I van Brunswijk-Wolfenbüttel (1392-1482) ∞ Cecilia van Brandenburg (1405–1449) | Willem I van Brunswijk-Wolfenbüttel (1392-1482) ∞ Cecilia van Brandenburg (1405–1449) | Willem I van Brunswijk-Wolfenbüttel (1392-1482) ∞ Cecilia van Brandenburg (1405–1449) | Willem I van Brunswijk-Wolfenbüttel (1392-1482) ∞ Cecilia van Brandenburg (1405–1449) | Willem I van Brunswijk-Wolfenbüttel (1392-1482) ∞ Cecilia van Brandenburg (1405–1449) | Willem I van Brunswijk-Wolfenbüttel (1392-1482) ∞ Cecilia van Brandenburg (1405–1449) |
| Frederik III van Brunswijk-Göttingen-Calenberg (1424-1495) |                                                                                       |                                                                                       |                                                                                       |                                                                                       |                                                                                       |                                                                                       |                                                                                       |                                                                                       |